# 双井站 (北京市)
双井站是一个位于中国北京市朝阳区双井街道与劲松街道交界，东三环中路、广渠门外大街、广渠路交叉口，属于北京地铁7号线和10号线的地铁换乘站。
10号线车站于2008年7月19日随10号线一期开通投入使用；7号线于2014年12月28日开通，但由于10号线可能无法承受换乘客流，7号线双井站并未一同启用，而是在换乘大厅改造完成后，于2019年12月28日跟随7号线东延段同步启用。

## 位置
双井站位于双井桥下，即广渠门外大街－广渠路（东西向）与东三环中路－东三环南路（南北向）交汇处。10号线呈南北走向布置，7号线呈东西走向布置，两线呈T型布置在桥东。

## 结构

### 车站楼层与站台
- 7号线：地下二层为站厅层，地下三层设有1座岛式站台，位于广渠路地底，站台总长237.6m，宽23.1m，采用暗挖法施工[4][5]。
- 10号线：地下一层为站厅层，南北两段均为三层，总长118.2米，宽18.9米，采用明挖法施工，覆土厚约2.8米；中间的跨路口段为单层，长61.2米，宽19.3米，采用暗挖法施工，覆土厚约14米[6]。地下二层设有1座岛式站台，位于东三环地底，站台总长181米，宽10米[7]。

7号线站台全景图（2019年12月摄）

| 地面层                            | 街道                          | A-H出入口                        |
| 地下一层 10号线站厅层             | 10号线站厅                    | 客务中心、自动售票机、进出站闸机 |
| 地下二层 7号线站厅层 10号线站台层 | 7号线站厅                     | 客务中心、自动售票机、进出站闸机 |
| 地下二层 7号线站厅层 10号线站台层 | █ 10号线外环（国贸）          |                                  |
| 地下二层 7号线站厅层 10号线站台层 | 岛式站台，左側開门            |                                  |
| 地下二层 7号线站厅层 10号线站台层 | █ 10号线内环（劲松）          |                                  |
| 地下三层 7号线站台层              |                               | █ 7号线往北京西站（广渠门外）    |
| 地下三层 7号线站台层              | 岛式站台，左側開门            |                                  |
| 地下三层 7号线站台层              | █ 7号线往环球度假区（九龙山） |                                  |

### 换乘与车站艺术

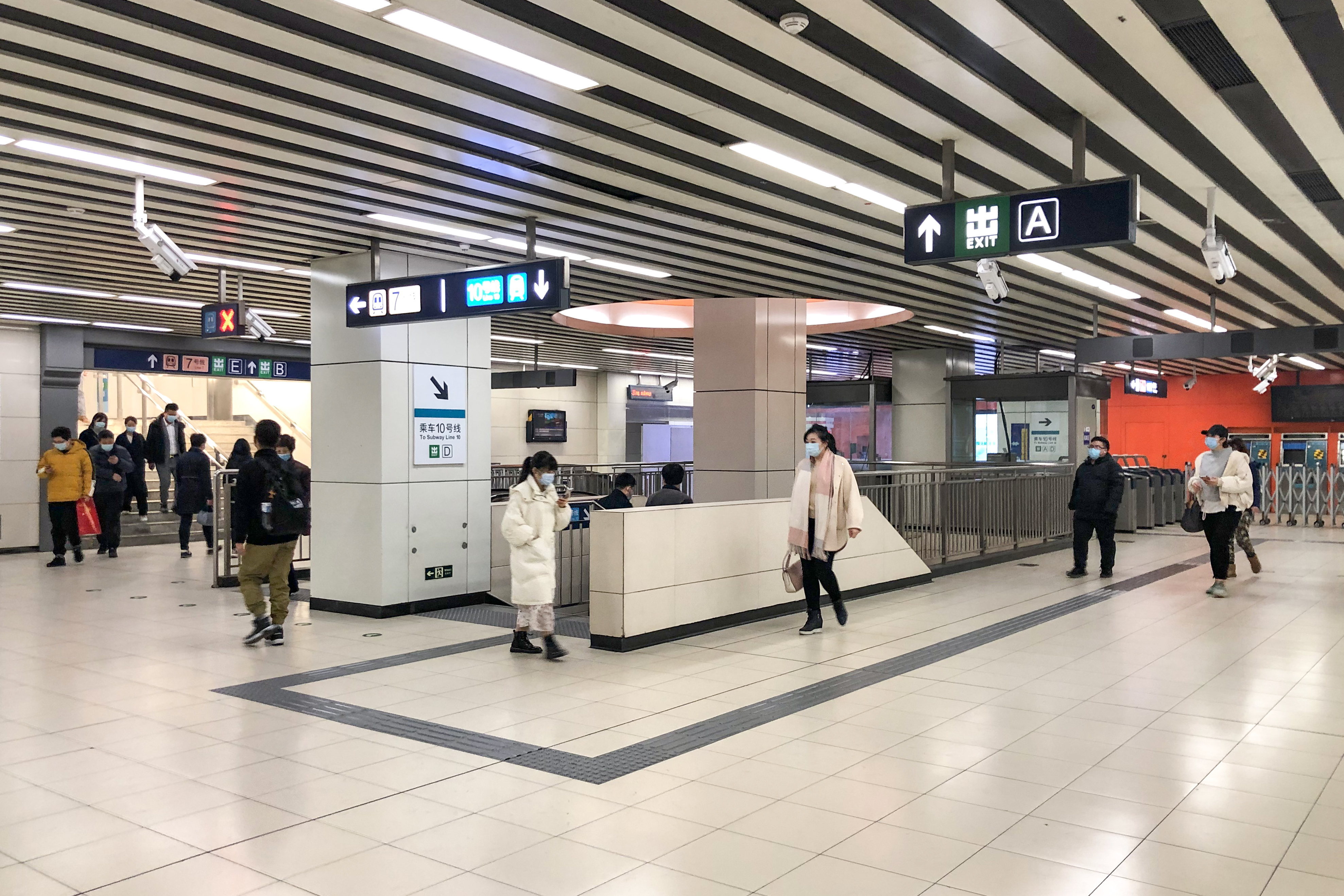
10号线北站厅（北换乘厅启用后，2021年3月摄）

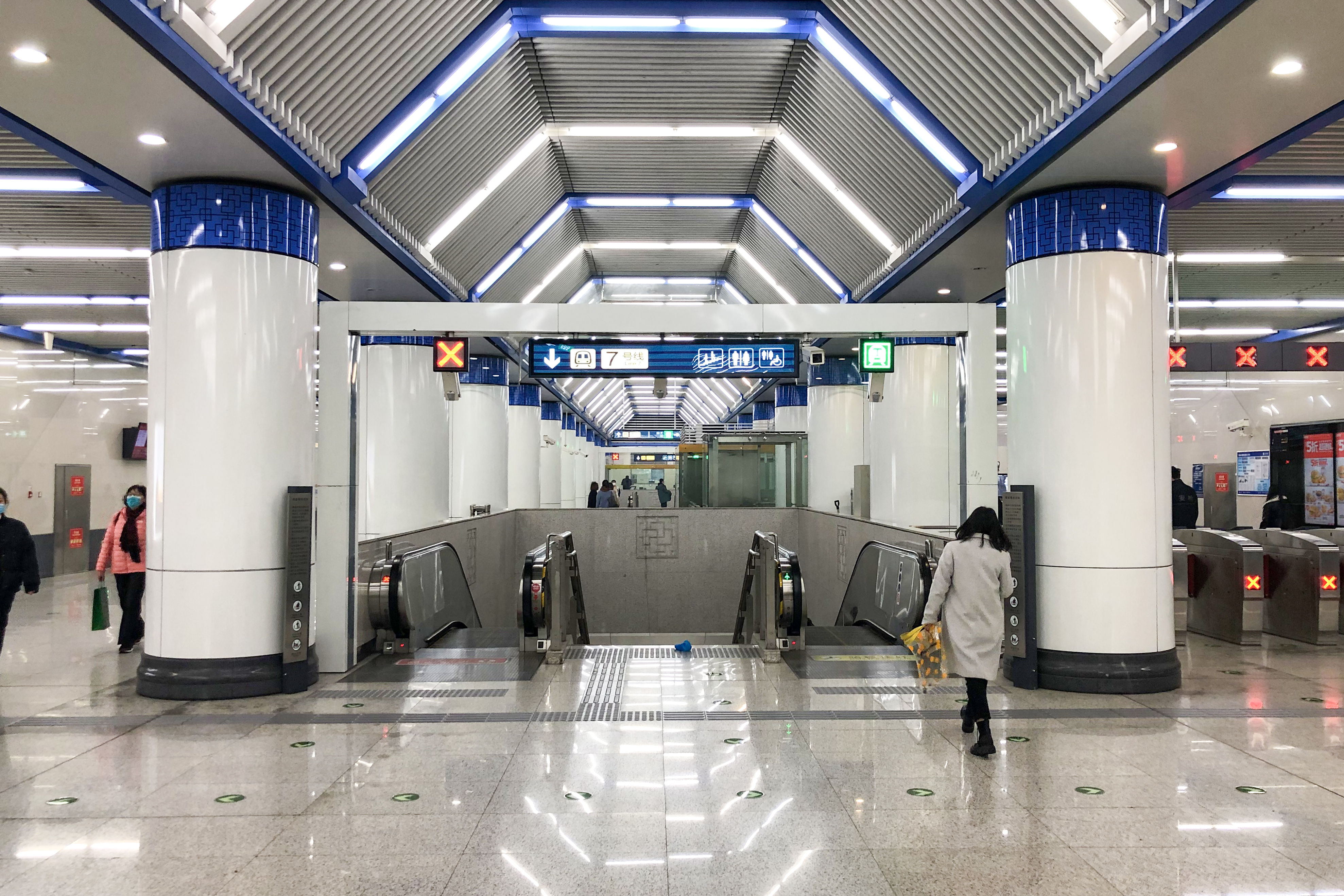
7号线站厅（2021年3月摄）

由于10号线一期建设时，并沒有考虑与7号线在双井站换乘，因此10号线一期车站规模较小。为了缓解客流压力，7号线建设时在10号线一期南北两侧站厅东侧分别设置了换乘厅，与10号线原有站厅相连，原有三环外的B、C出入口改为与换乘厅相接。
截至2019年12月，双井站A出口地下厅已完成扩建，2019年12月28日先期启用南侧换乘厅，该换乘厅内设有浮雕墙《双井林荫》。
2020年12月31日，开通北侧换乘厅。

## 出入口
|                       |                      |                                |      |            |
|                       |                      |                                |      |            |
| 编号                  | 指示                 | 建议前往的目的地               | 图片 | 无障碍设施 |
| 连通 10号线站厅       |                      |                                |      |            |
| 出口 · A              | 东三环中路（西侧）   | 北京富力广场、北京富力万丽酒店 |      | 不適用     |
| 出口 · B              | 广渠路（北侧）       | 东三环中路、乐成中心           |      | 不適用     |
| 出口 · D              | 广渠门外大街（南侧） | 东三环南路（西侧）、优士阁大厦 |      | 不適用     |
| 连通 7号线站厅        |                      |                                |      |            |
| 出口 · E              | 东三环中路（东侧）   | 乐成中心                       |      | 不適用     |
| 出口 · F · 升降机标志 | 广渠路辅路（北侧）   |                                |      |            |
| 出口 · G              | 广渠路辅路（南侧）   |                                |      | 不適用     |
| 出口 · H              | 东三环南路（东侧）   |                                |      | 不適用     |
| 註： 設有             |                      |                                |      |            |